# 瓦茨拉夫·米加斯
瓦茨拉夫·米加斯（捷克語：Václav Migas，1944年9月16日—2000年9月23日），捷克男子足球运动员，司职后卫。他曾代表捷克斯洛伐克国家队参加1970年国际足联世界杯，结果队伍止步小组赛阶段。